# Ołeh Tarasenko
Ołeh Wołodymyrowycz Tarasenko, ukr. Олег Володимирович Тарасенко (ur. 23 czerwca 1990 w Czerkasach) – ukraiński piłkarz, grający na pozycji obrońcy.

## Kariera piłkarska

### Kariera klubowa
Wychowanek Szkoły Piłkarskiej Dnipro Czerkasy, barwy której bronił w juniorskich mistrzostwach Ukrainy (DJuFL). Wiosną 2008 rozpoczął karierę piłkarską w zespole amatorskim Chodak Czerkasy. W sierpniu 2008 razem z bratem Jewhenem przeszedł do Karpat Lwów, ale występował tylko w drużynie rezerw klubu. Latem 2011 powrócił do Czerkas, gdzie zasilił skład Sławutycza Czerkasy. Po dwóch sezonach latem 2013 przeniósł się do Bukowyny Czerniowce. W lutym 2014 powrócił do Sławutycza Czerkasy. 12 lipca 2019 podpisał kontrakt do Stomilu Olsztyn.